# Mochitlán
Mochitlán é uma localidade do estado de Guerrero, no México.